# 拜萊茲馬國家公園
拜萊茲馬國家公園（阿拉伯语：‎），是阿爾及利亞的國家公園，位於該國東北部巴特納省，處於拜萊茲馬山脈，成立於1984年，面積263平方公里，該地區有309種動物和447種植物。